# Freddy Milton
Freddy Milton Larsen Nielsen, född 18 april 1948 i Viborg, är en dansk serieskapare och författare. Han har arbetat med de europeiska utgåvorna av Kalle Anka och Hacke Hackspett. Familjen Gnuff och Villiams värld är två av hans egna serieskapelser.
Sedan karriärstarten på 1970-talet har han både arbetat för danska, svenska och nederländska serieförlag, under sitt artistnamn Freddy Milton (skapat av hans båda förnamn). Under 2010-talet har han även verkat som romanförfattare.

## Biografi

### Bakgrund och 1970-talet
Milton föddes i jylländska Overlund, nära Viborg. Hans första publicerade serie var den realistiska polisserien Zenit, en strippserie som 1972–1973 producerades för Jyllands-Posten. Året efter avslutade Milton sin lärarutbildning vid Skive Seminarium.
Freddy Miltons karriär tog fart på allvar 1974. För svenska Semic Press arbetade han med restaurering av gamla dagstidningsserier, samtidigt som han fick teckna sin och Magnus Knutssons Sherlock Holmes-parodi Hairlock Shomes (på danska känd som Sheerluck Homes) för Seriemagasinet.
Det mesta av Miltons serieproduktioner under 1970-talet syntes dock i hans eget seriefanzin Sejd, vilket gavs ut mellan åren 1973 och 1979. Där debuterade bland annat hans Familjen Gnuff (tecknad 1974–1978). Under samma period startade han även fanzinet Carl Barks & Co, en tidskrift helt och hållet inriktad på den berömde Disneyserieskaparen Carl Barks.

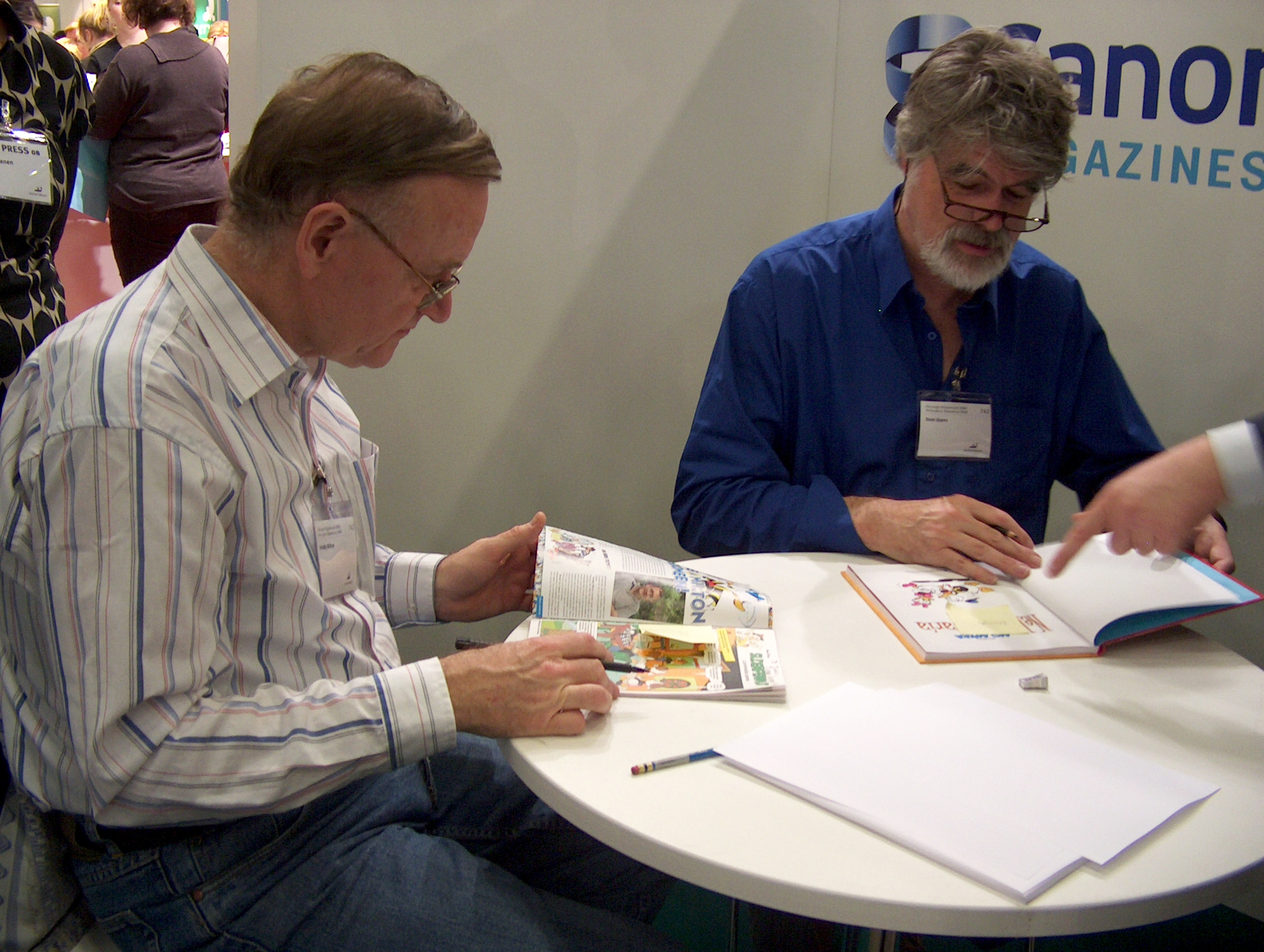
Freddy Milton och Daan Jippes, på 2008 års bokmässa i Helsingfors.

1975 inledde Milton ett samarbete med nederländaren Daan Jippes, vilket ledde till serier för förlaget Oberon och den nederländska serietidningen Donald Duck. Denna fas i karriären avslutades 1982.

### 1980-talet
Freddy Milton flyttade 1980 till Köpenhamn, där han livnärde sig både genom tecknandet av europeiska Disneyserier och översättningsarbete för Semic. Det danska serieförlaget Interpresse gav under de kommande åren ut två Milton-tecknade seriealbum med Hacke Hackspett. Senare tecknade Milton både ett antal historier både med Hacke Hackspett och Gnuff för den månadsutgivna serietidningen Søren Spætte (det danska namnet för Hacke Hackspett), produktioner som även samlades i albumform.
Med åren kom Milton att utveckla sin egen stil av samhällskritik inuti en Disneyinfluerad teckningsstil. Denna socialkritik var särskilt framträdande hans vuxenserier som Villiams verden (1982; på svenska som Villiams värld), Villiams anden verden (1984) och albumserien Dekalog over Janteloven (en bearbetning i serieform av De tio budorden). Den sistnämnda översattes 2002–2003 till svenska av Seriefrämjandet, under titeln Villiams värld: dekalog över jantelagen.
Mot slutet av 1980-talet sysslade Milton med att producera rollspelsböcker, med titlar som Hvem myrdede Kock-Robin, Drøje dage i job-junglen, Jagten på den vise sten och Video eller virkelighed?. Dessutom medverkade han på produktion av ett antal seriealbum för LEGO; album gavs även ut i Sverige (som Borgungarna) och Tyskland (som Burg Donnerstein).

### Senare år
1995 startade Milton den humorfyllda "vikingaserien" Svend, Knud & Valdemar, producerade för den månatligt utkommande scouttidningen Glimt. Serien har sedan 2001 givits ut i albumform under namnet Jomsvikingerne (se jomsvikingar). Två år senare återvände han dock till sin fabeldjursserievärld via seriebearbetningen av K. H. Wieths barnberättelse Musebogen. Parallellt fortsatte Milton med tecknande av Disneyserier för Nederländerna, numera utan Jippes och ibland efter egna seriemanus.
Sedan 2001 producerar Freddy Milton den egna albumserien Jomsvikingerne.
Under 2010-talet har Freddy Milton även verkat som romanförfattare, ofta inom genren "framtidsroman". 2014 gav förlaget Limbo ut Fort Europa, 2016 kom Svinefælden och 2017 Algernon.

### Andra aktiviteter
Freddy Milton har även varit verksam som serieteoretiker. I Bild & Bubbla 1/1980 publicerades hans artikel "Serieformen och läsupplevelsen", där han utarbetade olika förhållningssätt hos läsaren som han säger är unika eller typiska för den tecknade serien. Där arbetade han även med fyra olika huvudsakliga åskådarmekanismer, vilka är tänkta att vara gemensamma för berättelser i alla typer av medier. Dessa är i hans ordval identifikation (åskådarreaktion: "Det skulle kunna vara jag…!"), information ( "Jaså, är det på det sättet!"), projektion ("Om det vore jag ändå!") och terapi (åskådarreaktion: "Skönt att det inte är jag!"). De fyra åskådarmekanismerna baserar sig på åskådarens igenkänning, inhämtande av information, önskningar och drömmar respektive rädsla och bekymmer.

## Familj
Freddy Milton var åren 1984–2000 gift med Bodil Larsen, med vilken han har fyra barn.

### Översikt i urval
- 1972–73 — Zenit (bild; efter text av Ingo Milton), för Jyllands-Posten
- 1975– — disneyserier (text och bild) för Oberon Publishing/VNU
- 1978–85 — Hacke Hackspett och Familjen Gnuff (text och bild) för Interpresse
- 1985– — Familjen Gnuff (text och bild) för Interpresse/Arboris
- 1989–2000 — Villiams verden (text och bild; 10 volymer) för Bogfabrikken
- 2001– — Jomsvikingerne (text och bild; hittills 6 volymer), för Arboris
- 2014– — SF-romaner (3 volymer), för Limbo

### Utgåvor på svenska
- 1979–80 — Hacke Hackspett (2 album), Semic Press[6]
- 1987 — Hacke Hackspetts äventyr (del 1, Resan till Ramalama), Carlsen Comics[7]
- 1987 — Borgungarna (del 1, Rövarbaronen; med Per Sanderhage), LEGO Publishing[8]
- 1997–98 — Familjen Gnuff (2 album), Epix och Bokfabriken[9]
- 1997–99 — Boken om mössen (3 album)[10]
- 2002-03 — Villiams värld (2 volymer), Seriefrämjandet[11]

## Utmärkelser
- 1975 — Interpresses Tegneseriepris[1]
- 1987 — Grand'Arca Lucca[1]
- 1987 — Kulturministeriets Initiativpris (för Drøje dage i job-jungeln)[1]